# Arena do Parque Chaoyang

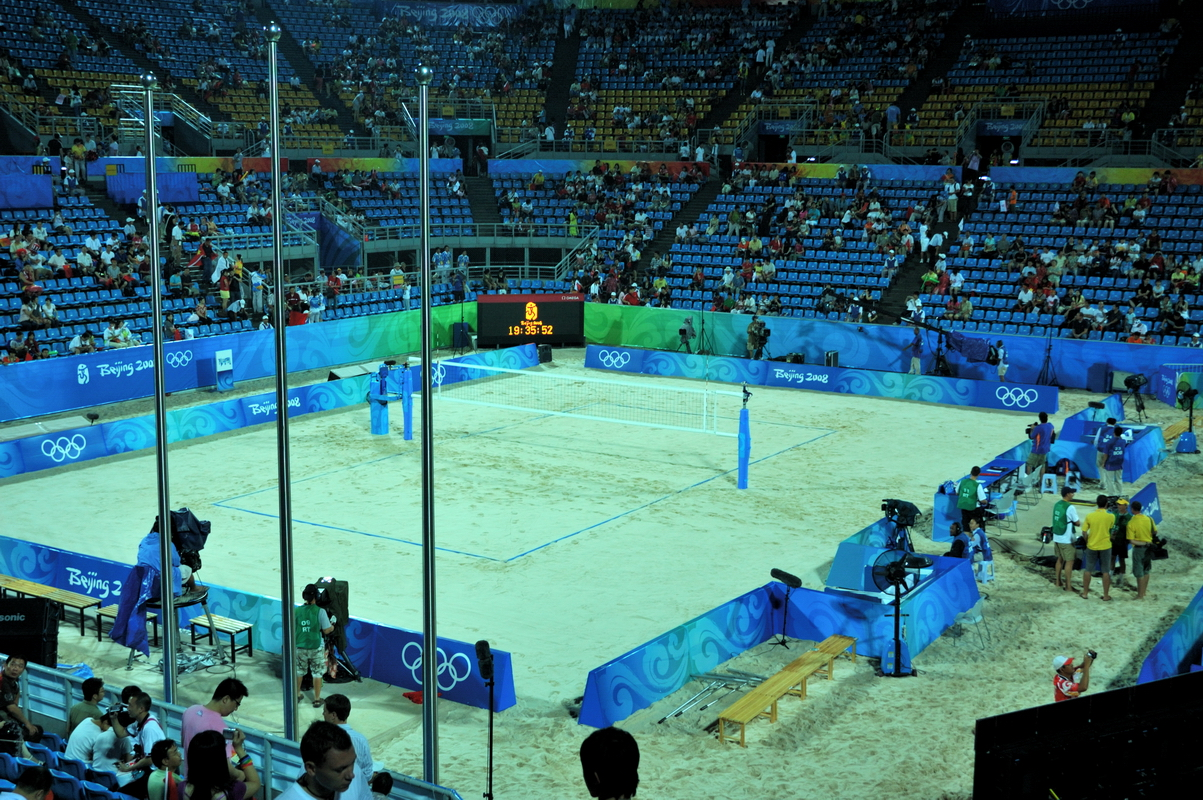
Arena Chao Yang Park de Vôlei de Praia

A Arena do Parque Chaoyang foi uma das instalações temporárias construídas para os Jogos Olímpicos de Verão de 2008, nos quais sediou as partidas de vôlei de praia. Esteve localizada no Parque Chao Yang, na parte leste de Pequim, na China.
A arena teve capacidade para 12.000 pessoas e nove quadras, sendo uma de competição, duas de aquecimento e seis de treinamento.

## Detalhes da obra
- Tipo: temporário
- Área total: 14.150 m²
- Assentos fixos: 0
- Assentos temporários: 12.200
- Início das obras: 28 de dezembro de 2005